# Černogorsk
Černogorsk (ruski: Черногорск) je grad u Hakasiji, u Rusiji. Nalazi se oko 15 km sjeverozapadno od Abakana. Prema popisu iz 2008. godine, grad je imao 74.153 stanovnika.
Grad je osnovan 1936. kao rudarski grad, zbog blizine rudnika ugljena.
Černogorsk se nalazi u Krasnojarskoj vremenskoj zoni (UTC+7).

## Vanjske poveznice
- Službena stranica[neaktivna poveznica]